# Ștefan Câlția
Ștefan Câlția (n. 15 mai 1942, Brașov, România) este un pictor român.

## Primii ani
Ștefan Câlția s-a născut la Brașov la 15 mai 1942, al doilea copil din cei șase ai lui Aurel și ai Paraschivei, născută Stinghe. Curând, după aceea, familia s-a mutat la Făgăraș. Și-a petrecut o mare parte a copilăriei la Șona, satul bunicilor, situat pe malul drept al Oltului, lângă Făgăraș, spațiu geografic și afectiv ce va fi prezent în diverse moduri și în arta sa.

## Studii
Între anii 1955-1963, urmează cursurile Liceului de Arte Plastice și Muzică din Timișoara, avându-l ca profesor pe graficianul Julius Podlipny. Între anii 1964-1970, este student al Institutului de Arte Plastice „Nicolae Grigorescu” din București, absolvind ca șef de promoție, la clasa Profesor Corneliu Baba. A fost coleg cu nume importante ale artei plastice românești: Cornel Antonescu, Zamfir Dumitrescu, Mihai Cizmaru, Sorin Ilfoveanu și Sorin Dumitrescu. A făcut parte, alături de Zamfir Dumitrescu, Sorin Ilfoveanu, Cornel Antonescu, Wanda Mihuleac, Victor Teodorov, Mihai Buculei, Napoleon Tiron, Bata Marianov, Florin Codre, Ovidiu Buba și Tereza Panelli din generația de aur a Institutului de Arta Plastica „Nicolae Grigorescu” din București, generație despre care se poate spune că a intrat deja în istoria artei.

## Stilul picturii
S-a încadrat în genul picturii realismului fantastic (realism magic), fiind probabil cel mai important reprezentant al acestui gen. Teme principale: insula, zborul (mai exact plutirea, făcând legătura dintre gând - ce înseamnă a merge prin și pe deasupra lucrurilor - și materia tangibilă).
Se consideră pictor al cerului. Acoperă tema compozițiilor cu figuri umane (vezi ciclul teatrului ambulant). Povestea este importantă, se reflectă în compoziții concepute clasic, tipic compozițiilor de artă plastică fără elemente decorative. Abordează două moduri: personajul uman mic într-un mediu amplu și personajul uman în relație armonică cu mediul ducând prin elemente simbolice povara propriei vieți. Cromatica tipică de pictor aduce imaginea unor game ample cuprinzând tot spectrul cercului cromatic. Optează clar, în toate lucrările din toată evoluția sa, atât pentru contrastul închis/deschis, cât și pentru contrastul cald/rece simultan în fiecare lucrare. Maestru al subordonării compoziționale, relevă centrii de interes cu ușurință și determinare. 

## Prezență în lumea artistică
Din 1972 este membru al Uniunii Artiștilor Plastici din România].
Ștefan Câlția și-a expus operele în Norvegia, Elveția, Țările de Jos, Danemarca și în România. Picturile sale au fost achiziționate de către, printre altele, Muzeul de Artă Contemporană și Det Norske Teatret din Oslo, Norvegia, Muzeul de artă fantastică de la Gruyère, Elveția, precum și de către Muzeul Național de Artă, Muzeul Național de Artă Contemporană, Muzeul Național Brukenthal din Sibiu, Muzeul de Artă din Timișoara.

## Profesor
Începând cu 1993 a fost profesor la Universitatea Națională de Arte - Bucuresti, departamentul Pictură. Făcând parte din noul corp profesoral format după 1990, el a fost coleg cu Gheorghe Anghel, Florin Ciubotaru, Sorin Ilfoveanu și alții.

## Expoziții după 1990
- 1991, Oslo, Volda, Norvegia
- 1992, Internațional Art Fair, Budapesta
- 1993, Galeria First, Timișoara, România
- 1993, Knöl Gallery, Basel, Elveția
- 1993, Galeria Catacomba, București, iunie – iulie
- 1993, Object – Book, Budapesta
- 1993, Object – Book, Amersfoort, Olanda
- 1994, 23 Gallery, Dachau, Germania, octombrie - noiembrie
- 1994, Târgul Internațional de Artă, Chicago, SUA
- 1995, Darmstadt, Germania, noiembrie - decembrie
- 1995, Göteborgs Kunstmuseum Konsthallen, Göteborg, Suedia, august - septembrie
- 1995, Iffeldorf, Germania, aprilie
- 1995, Tegnerforbundet Galeri, Oslo, ianuarie
- 1996, „Zwischen den Welten” Galerie im Altstadthof, Nürnberg, Germania, octombrie - noiembrie
- 1996, Muzeul Brukenthal, Sibiu, august - septembrie
- 1997, „Zwischen den Welten”, Fürth Stadttheater, München, Germania, septembrie - octombrie
- 1997, Galeria First, Timișoara, mai
- 1998, Galerie am Theater, Nürnberg, noiembrie
- 1998, Arts & Crafts Center, Zion Le Rishon, Israel, octombrie - noiembrie
- 1998, Performing Arts Centre, Tel Aviv, iunie - iulie
- 1998, Leipziger Buchmesse, Germania, martie
- 1998, „Figurative Art”, Cobra Museum for Modern Art, Amstelveen, Olanda, martie - iunie
- 1999, Stalke Galleri, Copenhaga, noiembrie - decembrie
- 1999, Fundația Negru Vodă, Făgăraș
- 1999, Galerie am Theater, Nürnberg, octombrie - noiembrie
- 1999, Centre International de l’Art fantastique, Château de Gruyères, Elveția, iunie - noiembrie
- 2000, Centre International de l’Art fantastique, Château de Gruyères, Elveția, iunie - noiembrie
- 2002, Kunst+, Wetzlar, Germania
- 2002, Littman and white Galleries, Portland – Oregon, SUA
- 2002, Galeria deINTERESE, București, martie - aprilie
- 2002, Phantastischen Bibliotek – Wetzlar, Germania
- 2002, Kunsthaus Boskamp Hohenlokstedt, Germania
- 2002, „Arte divina”, Muzeul Național de Artă, București
- 2003, Galeria deINTERESE, București, martie
- 2003, Desene, Schloss Honhardt, Germania, martie - aprilie
- 2003, Galeria de Artă, Dej, mai - iunie
- 2003, Călător în Timișoara, Galeria Mansarda, UVT, Timișoara, noiembrie - ianuarie
- 2004, Centrul Cultural Român, Viena, Austria
- 2004, XL 2, Librăria Cărturești, București, decembrie - ianuarie
- 2005, Noaptea călătorului, Galeria Posibilă, decembrie - februarie
- 2006, Voyages Transylvaniens, Muzeul Brukenthal, Sibiu, septembrie - noiembrie
- 2006, Vînzătorul de aripi, Muzeul de Artă Cluj-Napoca în parteneriat cu Galeria Posibilă, noiembrie - decembrie
- 2006, Vînzătorul de aripi, Galeriile de Artă ale UAP Bistrița-Năsăud în parteneriat cu Galeria Posibilă, decembrie - ianuarie
- 2006-2007, Cărți cu desene, Galeria Posibilă,
- 2007, Cărți cu desene, ICR Budapesta, mai - iunie,
- 2008, Desene la Herina, Herina, Bistrița-Năsăud, mai - septembrie
- 2009, Iarna, Galeria Posibilă, 27 martie - 6 iunie 2009
- 2010, Cești cu plante de pe deal, Galeria Posibilă
- 2012-2013, Șapte povești cu Ștefan Câlția, Galeria Posibilă și Galeria AnnArt, București
- 2013, Minute uitate, Galeria AnnArt, București, curator: Simona Vilău
- 2013, I II III IV V VI VII povești cu Ștefan Câlția, Banca Națională a României, curator: Alexandra Mihali și Matei Câlția, arh. Dan Marin, deschisă de Guvernatorul BNR Mugur Isărescu și scriitorul Livius Ciocârlie
- 2014, Lumea ca teatru, Muzeul Florean, Baia Mare; Galeria Arcade, Bistrița; Muzeul de Artă din Cluj-Napoca; Festivalul Internațional de Teatru de la Sibiu; curator: Alexandra Mihali, arh. Dan Marin
- 2014, Ștefan Câlția . Locuri, Muzeul de Artă, Timișoara, 3 octombrie - 7 decembrie, curator: Patricia Bădulescu, Sandra Demetrescu, Ioana Mandeal
- 2017, Ștefan Câlția, obiecte grăitoare, Muzeul Colecțiilor de Artă, București, 20 mai - 20 septembrie, curator: Alexandra Manole, Liliana Chiriac

## Decorații
- Ordinul național „Pentru Merit” în grad de Mare Cruce (1 decembrie 2000) „pentru realizări artistice remarcabile și pentru promovarea culturii, de Ziua Națională a României”[5]
- Ordinul Național „Serviciul Credincios” în grad de Mare Cruce (2008)[6]
- Medalia Regele Mihai I pentru Loialitate (2009)[7]
- Cetățean de onoare al municipiului Câmpina pentru realizarea Ansamblului Parohial Ortodox „Sfântul Nicolae” (2008)[8]